# Gordonia samuelssonii
Gordonia samuelssonii är en tvåhjärtbladig växtart som först beskrevs av Otto Christian Schmidt, och fick sitt nu gällande namn av Hsüan Keng. Gordonia samuelssonii ingår i släktet Gordonia och familjen Theaceae. Inga underarter finns listade i Catalogue of Life.